# Майборода, Олег Николаевич
Олег Николаевич Майборода (род. 2 июля 1962 год, Азов) — художник. Победитель Всесоюзного фестиваля детских игровых и мультипликационных фильмов (1978 год). Обладатель почётного звания «Человек года» (2009 год). Член Союза художников России.

## Биография
Олег Николаевич Майборода родился 2 июля 1962 года в городе Азов Ростовской области. С 1976 по 1980 год был учеником народной студии мультипликационного искусства «Солнышко». Занимался у педагогов по фамилии Цыбулины. В 1978 году на Всесоюзном фестивале детских игровых и мультипликационных фильмов стал победителем, заняв первое место.
С 1980 по 1982 год служил в армии.
В 1984 году Олег Майборода стал студентом художественно-графического факультета Ростовского государственного педагогического института. Его наставником стал Павел Александрович Черных, занятия в мастерской которого Олег Майборода называет своей школой.
Во время обучения на первых курсах института, он увлекался восточной живописью, жанровой картиной. Будучи студентом, начал участвовать в выставках. Занимался масляной и акварельной живописью, рабол в жанре пейзажа, портрета и тематической картины. В 1989 году он окончил обучение в институте.
В 1997 году начал работу над картиной «Ворующие подсолнухи», которую закончил в 2012 год.
Создаел композиции «Табун», «Гуси», «Цветущий абрикос», «На заливных лагах», «Школьница». Проводит выставки в Австрии, Израиле, Италии.
В 2009 году художник Олег Майборода получает почётное звание «Человек года», в 2011 года становится членом Союза художников России.
В 2017 году в Ростове-на-Дону состоялось открытие выставки художника под названием «Легенды Меотиды».
16 апреля 2018 года в центральном офисе ООО «Газпром межрегионгаз Ростов-на-Дону» открылась выставка художника Олега Майбороды под названием «Пластика южнороссийского романтизма». В ней представлено 17 полотен.